# Wallkill (condado de Orange, Nueva York)
Wallkill es un pueblo ubicado en el condado de Orange en el estado estadounidense de Nueva York. En el año 2000 tenía una población de 24,659 habitantes y una densidad poblacional de 57.7 personas por km².

## Geografía
Wallkill se encuentra ubicado en las coordenadas 41°28′0″N 74°21′49″O / 41.46667, -74.36361. Según la Oficina del Censo, la ciudad tiene un área total de 162,7 km² (62,8 mi²), de la cual 161,1 km² (62,2 mi²) es tierra y 1,6 km² (0,6 mi²) (0.92%) es agua.

## Demografía
Según la Oficina del Censo en 2000 los ingresos medios por hogar en la localidad eran de $60,017, y los ingresos medios por familia eran $66,706. Los hombres tenían unos ingresos medios de $45,398 frente a los $32,432 para las mujeres. La renta per cápita para la localidad era de $24,749. Alrededor del 3.8% de la población estaban por debajo del umbral de pobreza.